# Toaru Majutsu no Index
Toaru Majutsu no Index (とある魔術の禁書目録) é uma série de light novel japonesa escrita por Kazuma Kamachi e ilustrada por Kiyotaka Haimura. Foi publicada pela ASCII Media Works de 10 de abril de 2004 a 10 de outubro de 2010, em 22 volumes. A série ganhou duas versões em mangá que começaram a ser publicadas no Japão em 2007, uma pela ASCII Media Works, e outra na revista mensal Shōnen Gangan.
Em 2008 foi lançado o primeiro anime de 24 episódios baseado na franquia. Em 2010 um anime spin-off da série foi lançado chamado Toaru Kagaku no Railgun, o qual foca na personagem Misaka. Em outubro de 2011 a continuação direta do primeiro anime passou a ser exibida no Japão. Em 2014 a segunda temporada de Toaru Kagaku no Railgun foi exibida em Abril de 2013 que vai se chamando Toaru Kagaku no Railgun S.

## Enredo
A história se passa na Cidade Acadêmica, cidade na qual 80% dos seus cidadãos são estudantes e é tecnologicamente avançada localizada na região oeste de Tóquio, onde os alunos, chamados de "espers", estudam e desenvolvem habilidades especiais cuja fonte é a mente humana. Touma Kamijou é um estudante da Cidade Acadêmica cuja habilidade, a Imagine Breaker, possui o poder de anular quaisquer outros poderes usando sua mão direita, mas esse poder faz com que sua sorte também seja anulada, fazendo com que seja alvo de diversas furadas e problemas de azar. Um dia ele encontra uma menina de 12 anos pendurada na grade da varanda. A garota explica que seu nome é Index, que ela faz parte da "Necessarius", a Igreja do Mal Necessário, e que decorou toda uma biblioteca de 103.000 livros proibidos, ou seja, ela é o próprio Índice dos Livros Proibidos (Index Librorum Prohibitorum), e por conta disso, está sendo perseguida pela chamada "Sociedade de Magia". Com isso, Touma começa a acreditar em tudo que Index fala, e tudo começa a fazer sentido, inclusive o misterioso poder de sua mão direita. Index o leva para conhecer outras pessoas do mundo secreto da ciência e da magia e assim começa a aventura onde a ciência e a magia se chocam. Touma descobre as pessoas que ele conhece não são como eles aparentam e começa a atrair a atenção de magos que como ele, já tentam desvendar os segredos da Cidade Acadêmica.

## Terminologia
Espers/Usuários de Habilidades (超能力者, Chōnōryokusha)
Espers são pessoas que podem usar poderes psíquicos ou poderes sobrenaturais. A maioria dos espers nascem sem poderes sobrenaturais, é uma pessoa que passou pelo Programa de Alimentação do currículo e é teoricamente capaz de exibir uma habilidade psíquica, esses indivíduos são dadas classificações de nível 0 até o nível 5 de Academia da Cidade, em uma tentativa de classificar o quão poderoso é a sua capacidade. No entanto, nem todos aqueles que passaram pelo programa são capazes de atingir até mesmo uma habilidade, e são classificados como nível 0 por padrão. É comentado por Kamijou Touma há apenas 1 em cada 328, 571 pessoas que são de nível 5, em 2,3 milhões Academia da Cidade de pessoas (de um total de 7 de Nível 5) Eles são capazes de usar magia, mas devido aos seus poderes naturais, sofrem danos extremos de seu corpo se o fizerem.
Magos/Usuários Mágicos (魔術師, Majutsushi)
A magia foi criada por pessoas que queriam ter poderes com a psíquica homóloga. Embora a magia foi projetada para que as pessoas mais comuns pudessem aprender e utilizá-la, independentemente do tipo de magia, pessoas com poderes psíquicos são incapazes de usá-la sem sofrer ferimentos graves. Da mesma forma, os magos não podem usar poderes psíquicos sem danos graves. Uma vez que um caminho é escolhido, você é preso nele (Um usuário mágico ganha uma habilidade psíquica, no entanto, após fazer isso, ele não pôde mais usar a magia sem lesão). feiticeiros europeus têm um nome mágico, que é uma combinação da América e um código numérico que funciona como um limitador de potência, dizendo seu nome mágico para os seus adversários vão desbloquear os seus plenos poderes.
Grimório (魔道書, Madōsho)
Um grimório é um livro contendo conhecimento sobre a magia que é prejudicial até mesmo para aqueles que são treinados para lidar com eles. O conhecimento é "venenoso" no sentido de que é demasiado "puro" para a mente humana lidar e deve ser "diluído", isto é escrito de tal modo que muitos dos seus significados são obscurecidos-para que as pessoas sejam capazes de ler sem as suas mentes serem destruídas. Mesmo assim, podem danificar  gravemente mente de uma pessoa se não forem devidamente tratados. Grimórios frequentemente contêm ou poderosas magias e podem ser muito perigosos. Muitas organizações mágicas cristãs como a Necessarius foram criadas para impedir a propagação de grimórios em primeiro lugar.
Um grimório é praticamente "eterno" no sentido de que não pode ser destruído com os métodos humanos, e só pode ser selado. Absorve mana natural da própria Terra, em adição os magos liberam inconscientemente mana minúscula, para manter o seu funcionamento. De acordo com Orsola Aquinas, a única maneira teoricamente conhecida para destruir um grimório é a gravação de dados que irá forçá-lo a destruir-se dentro dele, embora imagine Breaker pode ter a capacidade de destruí-los.
Um grimório também tem uma "mente" própria, em busca de proprietários adequados que podem espalhar os seus conhecimentos e melhorar-se, deixando seus proprietários acrescentar mais conhecimento para o grimório. Se o Grimório Julgar que seu proprietário atual é inadequado, ele vai matar ele / ela e buscar a próxima. Um grimório não tem que ser na forma de um livro, por exemplo, grimórios astecas são escritas em peles de animais e tábuas de pedra, e os grimórios de Oriana Thomson são escritos em fichas de estudo descartáveis, o que lhe permite usar vários tipos de magia, com a desvantagem de que não pode lançar o mesmo feitiço duas vezes e sua instabilidade faz com que ele se autodestrua depois de algumas semanas.
Apenas aqueles capazes de lidar com um elevado número de grimórios de têm o potencial para se tornar o Deus da Magia (魔神, Majin, Deus do Reino Demoníaco), cujo poder mágico atingiu o nível de divindade e pode dobrar todas as leis naturais. Até agora, apenas dois poderosos magos-Index e Ollerus-têm mostrado tal nível de talento.
Programa de Alimentação Curricular
Na Cidade Acadêmica o Power Curriculum é um programa em larga escala para avançar com poderes psíquicos ou sobrenaturais de uma pessoa. O programa é uma série de ensaios, estudos, palestras, medicamentos, simulações de corpo e hipnose usada para desbloquear os poderes de uma pessoa. A maioria dos alunos são de nível 0, as pessoas normais, sem poderes, mas podem ter o potencial para desenvolver competências e são incentivados a participar do programa para ajudá-los a treinar ou adquirir seus poderes artificialmente. Enquanto a maioria dos alunos nunca tem poderes para começar ou não conseguem aumentar o seu poder, alguns são capazes de fazer avançados poderes desde o nível 0 para nível 1 e, possivelmente mais. Uma das histórias de  sucesso do programa é Mikoto Misaka, ela começou a partir de Nível 1 e desenvolveu-se até o nível 5, ela é a prova que com trabalho duro e determinação suficiente, qualquer um pode se tornar um vidente poderoso.
No entanto, desconhecida do público, há um lado escuro para este programa. Alguns dos cientistas pesquisadores que tentam aumentar os poderes psíquicos de uma pessoa, especialmente aqueles com poderes especiais, utilizam outros métodos anti-éticos, incluindo drogas perigosas e experiências. Alguns destes métodos conseguem alcançar os resultados desejados, enquanto outros falham com trauma ou lesão do participante ou, no pior dos casos, a morte. Na verdade, alguns dos médiuns mais poderosa na Academia da Cidade é resultado desses programas obscuros. Houve a revelação de que o conselho de administração da cidade é ciente dessas experiências, mas opta por fechar os olhos para eles e, em alguns casos, até mesmo aprová-las oficialmente, pois permitem que os cientistas façam o que querem fazer, desde que o público não saiba e que alcance o resultado desejado.
Rank Psíquico
Cada psíquico tem uma classificação que determina o quão poderoso seus poderes são e quanto eles podem controlá-los. Existem seis níveis, o nível 0 é o menor, é para quem tem poder ou que tem poderes passivos, mas sem nenhum controle sobre eles. Aqueles no nível 1 já perceberam seus poderes e aprendem a controlá-los, apesar de usar uma pequena quantidade de energia. Os usuários aprendem a utilizar mais os seus poderes no âmbito do Programa de Alimentação Curriculum, e aumentam o seu nível com base na progressão do controle e uso dos poderes. Não há nenhum vidente conhecido com nível seis, de acordo com a Super Computer Tree Diagram, levaria cerca de 200 anos para que alguém alcance no âmbito do Programa de Alimentação Curriculum. Como resultado, o nível 5 é atualmente o mais alto nível. Há sete níveis cinco conhecidos viventes, mas apenas seis foram divulgadas na série até agora.
SYSTEM (システム, Shisutemu)
O objetivo final das pesquisas da Cidade. Acadêmica É o codinome para "Aquele que chega ao significado de Deus, enquanto no corpo de um mortal" (神ならぬ身にて天上の意思に辿り着くもの, Kami Naranu Mi nite Tenjō no Ishi ni Tadoritsuku Mono). Foi mencionado por Komoe Tsukuyomi no volume 3 das Light Novels, enquanto explicava o que era o programa de desenvolvimento esper para Index e Aisa Himegami. Como uma pessoa normal não consegue entender a vontade de Deus, o propósito de SYSTEM é criar algo além de um nível 5. A Teoria de SYSTEM é semelhante a teoria Qabalah dos magos, que afirma que os céus não estão descritos na Arvore da Vida, Sephiroth, embora entidades como seres humanos e os anjos estão claramente descritos. Como resultado disso, várias facções mágicas teorizam se os seres humanos comuns são incapazes de compreender a vontade de Deus, então eles só têm de obter um corpo que está além da humanidade. A teoria dessas facções é de que os seres humanos são realmente deuses imaturos que têm o potencial para ascender a uma existência divina e obter o poder de Deus, com tempo suficiente e treinamento A teoria por trás disso é "purificar o obscuro, tornar a alma de chumbo de um ser humano em uma alma dourada pura de um anjo".
A razão por ambas as teorias, a do SYSTEM e a Teoria de Qabalah são semelhantes é porque o primeiro foi criado pelo fundador da Cidade Acadêmica, Aleister Crowley, um mago antigo. Embora ambas as teorias são semelhantes, o primeiro utiliza a ciência enquanto o segundo usa mágica para alcançar o resultado desejado. No entanto, alguns cientistas da Cidade Acadêmica iriam a extremos com esta teoria, tais como como o projecto "Level 6 Shift 'e os projetos de SYSTEM, ambas ao custo de vidas humanas.
AIM um movimento involuntário (無自覚, Mujikaku)
É um campo de energia invisível que videntes e médiuns produzem involuntariamente. AIM é muito difícil de detectar sem equipamento especial, o poder acelerador, é a coisa mais próxima de AIM ver a olho nu, No poder Acelerador; o corpo Acelerado é cercado por um escudo invisível de AIM fina que lhe permite controle de vetores. AIM é muito importante, pois mostra o nível de um médium. O AIM provoca uma reação negativa quando se mistura com a magia que explica por que o corpo de um Esper se machuca ao usar magia. O inverso também acontece com os mágicos ao entrar em uma área com uma concentração muito elevada de AIM, uma proeza que só pode ser alcançado em determinadas circunstâncias.
Distrito de número imaginário (虚数学区, Kyosūgakku)
O "Distrito de número imaginário" é um outro plano de existência que existe dentro da Cidade Acadêmica, criado pela massa de campos AIM emitidos por milhares de espers dentro das muralhas da Cidade Academica. Este lugar abriga Hyōka Kazakiri, um "anjo artificial", também criado pela mistura de campos AIM, quando ela não está fisicamente presente. Este reino, o que existe fora do nosso, não é visível ou detectável por seres humanos comuns, pois não podem sentir ou ver AIM. Aqueles dentro deste plano de existência são capazes de ver as pessoas comuns fora do reino, mas não podem interagir com elas de forma alguma, seja através do toque ou fala. Este reino foi dito ser a chave nos planos de Aleister para criar um "céu artificial", ou uma gigantesca massa de campos de AIM, que se estende por todo o mundo.
Imagine Breaker (幻想殺し, Gensō-Goroshi)
Imagine Breaker é o nome da habilidade de Touma, que se manifesta em seu braço direito. Possui a capacidade de negar todos os poderes sobrenaturais, incluindo os efeitos de poderes psíquicos, mágicos, e divinos. Tem sido especulado por Index que, além de negar poderes sobrenaturais também nega todas as bênçãos de Deus, que é supostamente porque Touma tem essa sequência de má sorte. As verdadeiras origens do Imagine Breaker só são conhecidos por poucos, e aqueles que sabem afirmaram que é de origem divina. Fiamma of the Right, líder do assento direito de Deus, declarou que é o "direito Sagrado" utilizado pelo arcanjo Michael para selar 'O enviado da Luz', Lucifer, por mil anos e também tem o poder dos "milagres", sendo capaz de apagar o "Pecado Original". Terra of the Left, outro membro do Assento Direito de Deus, também deu a entender que atotal capacidade do imagine Breaker não foi desbloqueada ainda e afirmou que quando for se estenderá para todo o corpo de Touma e além.
La Persona Superiore a Dio (神上, Kamijō)
Italiano para "A pessoa superior a Deus". A finalidade do Assento Direito de Deus É para atingir este status que é descrito como sendo a mais elevada forma de existência na série Toaru Majutsu no Index. Afirma-se que Lúcifer tentou uma vez alcançar esta posição depois de se sentar no Assento Direito de Deus, que simboliza a igualdade com Deus na doutrina cristã, mas foi derrotado e banido para o Inferno pelo Arcanjo Miguel, que agora ocupa a posição do Assento Direito de Deus em lugar de Lúcifer. Tem sido afirmado que o poder de Touma, imagine Breaker, é a parte mais importante para atingir esse status, pois é capaz de apagar o "Pecado Original", que foi comer o "fruto da sabedoria". Também foi observado por Kaori Kanzaki e todos os membros do Assento Direito de Deus que o último nome de Touma "Kamijou", tem o mesmo significado que "La Persona Superiore a Dio", quando traduzido para o japonês.
Anjos (天使, Tenshi)
Em Toaru Majutsu no Index, "Anjo" refere-se aos seres de qualquer origem divina, como Arcanjos Gabriel e Michael da doutrina cristã, ou existências artificiais que consistem em massas de campos AIM altamente concentrados construídos dos milhares de espers dentro da Cidade Academica. Um exemplo de um "anjo artificial" é Fuse Kazakiri, a "forma de anjo artificial" de Hyōka, uma existência que se manifesta a partir da mistura de campos AIM todo Cidade Academica e reside no "Distrito de número imaginário" quando não está fisicamente manifestada Anjos, divinos e artificiais têm sido descritas como possuindo auréolas acima de suas cabeças e várias formas de asas que se manifestam a partir de suas costas, bem como falar em uma língua que soa como rabiscos de alta-frequência para os seres humanos normais. Aiwass, a entidade que Aleister Crowley supostamente convocou e o verdadeiro autor do "Livro da Lei", também mostraram as características de um anjo, possuindo uma auréola sobre a cabeça e uma forma divina. Accelerator e Kakine Teitoku, os dois espers mais poderosos dentro da Cidade Academica, também têm demonstrado as características dos anjos, quando em suas formas "Despertas", o desenvolvimento de asas em suas costas e, no caso de Accelerator, falando na língua dos anjos, quando em situações extremamente tensas. Para serem "convocados" ou assumir uma forma física na Terra, Anjos deve ter um meio, ou "núcleo", para mantê-los vinculados à Terra. Da mesma forma, se o núcleo que os liga é destruída a sua forma física deixará a Terra.
Anjos são seres imensamente poderosos e têm sido referidos como as existências mais voláteis da série  Toaru Majutsu no Index Arcanjo Gabriel foi demonstrado possuir a capacidade de manipular qualquer corpo celeste através do uso de "Mão Astral", permitindo-lhe fazer proezas impressionantes, tais como, remoção de todas as estrelas no céu, para criar um céu à noite sem estrelas no volume 21. Fuse Kazakiri, uma existência que é considerado muito menos poderoso que um arcanjo cristão, demonstrou a capacidade de disparar raios de energia que podem atingir vários quilômetros de comprimento, projetar uma barreira AIM que protege todas as pessoas ao seu redor, voar a velocidades supersônicas e manifestar uma espada de energia poderosa.
Despertar
"Despertar" é o termo utilizado para se referir a evolução da espers de alto nível. Seu verdadeiro significado é desconhecido, mas até agora dois personagens foram confirmados para ter "despertado", Accelerator e Kakine, os dois mais fortes espers dentro da Cidade Acadêmica. Quando em sua forma "despertado", ambos Accelerator e Kakine ganham "asas".
Aleister afirmou que "Despertar" é um passo importante em conseguir evoluir para um Level 6, um ser com poder equivalente a Deus. Tem sido afirmado que nem todo mundo pode "despertar" e só alguns podem alcançar esse status. Além Accelerator e Kakine, é insinuado que Touma também tem o potencial para "despertar", embora seja desconhecido se isso vale para o Imagine Breaker, o próprio Touma, ou ambos.
Mais tarde no spin-off To aru Kagaku no Railgun, Misaka Mikoto é afetada por um vírus na Rede Misaka que a força a "Despertar", claramente fazendo-a ter um aspecto angelical, apesar de não nascer asas como Accelerator e Kakine. Entretanto, segundo Kihara Gensei, a forma que é mostrada no spin-off é apenas 2% do caminho para o Nível 6.

## Filme
O filme do anime chamado Toaru Majutsu no Index: Endyumion no Kiseki  (Um Certo Índice de Magia: O Milagre de Endyumion) foi lançado no Japão no dia 23 de Fevereiro de 2013. O filme é baseado na história original escrita por Kamachi e apresenta novos personagens desenhados por Haimura.
O tema de encerramento do filme é "Fixed Star" por Mami Kawada e o single foi lançado em 20 de Fevereiro de 2013.

## Músicas do anime
Temas de abertura:
- To aru Majutsu no Index
  - "PSI-Missing" por Kawada Mami
  - "Masterpiece", por Kawada Mami
- To aru Majutsu no Index II
  - "No Buts!", por Kawada Mami
  - "See VisionS" por Kawada Mami
- To aru Kagaku no Railgun
  - "Only my Railgun" por Fripside
  - "LEVEL 5 -judgelight-" por Fripside
- To aru Kagaku no Railgun S
  - "Sister's Noise" por Fripside
  - "eternal reality" por Fripside

Temas de encerramento:
- To aru Majutsu no Index
  - "Rimless ~ Fuchinashi no Sekai" por Iku
  - "Chikaigoto ~ Sukoshi Dake Mō Ichido" por Iku
- To aru Majutsu no Index II
  - "Magic∞World" por Maon Kurosaki
  - "Memories Last" por Maon Kurosaki
- To aru Kagaku no Railgun
  - "Dear my Friend ~ Mada Minu Mirai e" por Elisa
  - "Real Force" por Elisa
- To aru Kagaku no Railgun S
  - "Grow Slowly" por Yuka Iguchi
  - "stand still" por Yuka Iguchi (Somente nos episódios 11 e 14)
  - "Links" por Sachika Misawa
  - "Infinia" por Sachika Misawa(Somente no episódio 23)